# Франконвиль (Валь-д’Уаз)
Франконвиль (фр. Franconville) — муниципалитет во Франции, в регионе Иль-де-Франс, департамент Валь-д'Уаз. Население — 32 988 человек (2006).
Муниципалитет расположен на расстоянии около 17 км северо-западнее Парижа, 14 км юго-восточнее Сержи.

## Демография
Динамика населения (Cassini и INSEE):